# Hypolimnas liberiensis
Hypolimnas liberiensis är en fjärilsart som beskrevs av Georges Bernardi 1959. Hypolimnas liberiensis ingår i släktet Hypolimnas och familjen praktfjärilar. Inga underarter finns listade i Catalogue of Life.